# Шипшина дрібноцвіта
Шипшина дрібноцвіта, шипшина дрібноквіткова (Rosa micrantha) — вид рослин з родини розових (Rosaceae); поширений у північно-західній Африці, Європі, західній Азії.

## Опис
Кущ 15–20 дм. Шипи міцні, крючковидно вигнуті, зазвичай з домішкою дрібних шипиків на квітконосних пагонах. Головка рильца гола.

## Поширення
Поширений у північно-західній Африці (Алжир, Марокко, Туніс), Європі, західній Азії (Туреччина, Вірменія, Грузія).
В Україні вид зростає серед чагарників у долинах, а також на відслоненнях — у Карпатах, на Закарпатській рівнині, в Розточсько-Опільських лісах.